# Pieza ostenta
Pieza ostenta (лат.) — вид короткоусых двукрылых насекомых рода Pieza из семейства Mythicomyiidae.

## Распространение
США.

## Описание
Мелкие мухи с длиной около 1 мм (1,05 — 1,36). Основная окраска коричневая и чёрная с жёлтыми и белыми отметинами. Усики чёрные.
Первая субмаргинальная ячейка крыла закрытая и треугольная, усиковый стилус, размещён субапикально на втором флагелломере. Мезонотум сплющен дорзально. Глаза дихоптические. Вид был впервые описан в 1961 году Акселем Леонардом Меландером (Axel Leonard Melander; 1878–1962) по голотипу из штата Калифорния (США), а его валидный статус подтверждён в 2002 году американским диптерологом Нилом Эвенхусом (Center for Research in Entomology, Bishop Museum, Гонолулу, Гавайи, США).